# Gerrhosaurus typicus
Gerrhosaurus typicus — вид ящірок родини Геррозаври (Gerrhosauridae). Вид є ендеміком Південно-Африканської Республіки.